# René Gusperti
René „Spillo“ Gusperti (* 18. März 1971 in Schlanders) ist ein ehemaliger italienischer Schwimmer. Bei Europameisterschaften erschwamm er zweimal Silber und einmal Bronze auf der 25-Meter-Bahn. Bei Mittelmeerspielen erkämpfte er einmal Gold, zweimal Silber und einmal Bronze.

## Sportliche Karriere
Der 1,93 Meter große René Gusperti war ein Spezialist über 50 Meter Freistil und gewann auf dieser Strecke zahlreiche italienische Meistertitel. Er schwamm für Fiamme Gialle, die Sportabteilung der Guardia di Finanza.
Bei den Mittelmeerspielen 1991 in Athen gewann er den Wettbewerb über 50 Meter Freistil mit 0,08 Sekunden Vorsprung vor dem Zyprioten Stavros Michailidis. Die italienische 4-mal-100-Meter-Freistilstaffel mit Gusperti, Roberto Gleria, Emanuele Idini und Giorgio Lamberti erschwamm die Silbermedaille hinter der französischen Mannschaft. Im August 1991 fanden ebenfalls in Athen die Europameisterschaften statt. Gusperti belegte den achten Platz über 50 Meter Freistil. Im Dezember bei den Sprinteuropameisterschaften in Gelsenkirchen gewann Gusperti eine Bronzemedaille mit der 4-mal-50-Meter-Lagenstaffel.
1992 bei den Olympischen Spielen in Barcelona erreichte Gusperti als Sechster des B-Finales den 14. Rang in der Gesamtwertung. Bei den Mittelmeerspielen 1993 wurde Gusperti auf seiner Spezialstrecke Zweiter hinter dem Franzosen Christophe Kalfayan. Mit der 4-mal-100-Meter-Freistilstaffel gewann er die Bronzemedaille. Ein Jahr später bei den Weltmeisterschaften in Rom schied Gusperti als 19. der Vorläufe über 50 Meter Freistil aus. 1995 erreichte Gusperti bei den Europameisterschaften in Wien den fünften Platz über 50 Meter Freistil.
1996 bei den Olympischen Spielen in Atlanta schwamm Gusperti im B-Finale über 50 Meter Freistil die gleiche Zeit wie Christophe Kalfayan, beide belegten den 14. Platz. Ende 1996 bei den Kurzbahneuropameisterschaften in Rostock erschwamm Gusperti über 50 Meter Freistil die Silbermedaille hinter dem Briten Mark Foster. Die 4-mal-50-Meter-Lagenstaffel mit Emanuele Merisi, Domenico Fioravanti, Luca Belfiore und René Gusperti wurde Zweite hinter dem deutschen Quartett. 1997 erreichte Gusperti bei den Mittelmeerspielen in Bari zum dritten Mal in Folge den Endlauf über 50 Meter Freistil, belegte aber nur den achten Platz. Erfolgreicher war in Bari Renés Bruder André Gusperti, der mit der Lagenstaffel siegte. René Gusperti blieb noch bis 2001 aktiv, erreichte aber kein A-Finale mehr bei internationalen Meisterschaften.